# Chiridiella chainae
Chiridiella chainae är en kräftdjursart som beskrevs av K.R.E. Grice 1969. Chiridiella chainae ingår i släktet Chiridiella och familjen Aetideidae. Inga underarter finns listade i Catalogue of Life.